# 33869 Brunnermatt
33869 Brunnermatt este o planetă minoră (asteroid), cu un diametru de 3,007 km, din centura de asteroizi. A fost descoperită pe 7 mai 2000 la Experimental Test Site⁠(d) de Lincoln Near-Earth Asteroid Research. 
Obiectul prezintă o orbită caracterizată de o semiaxă mare de 2,4768834 UAi, o excentricitate de 0,18, o înclinație de 6,36453 ° în raport cu ecliptica.